# حسن جوهر (لاعب)
حسن جوهر، لاعب كرة قدم قطري سابق. وقد كان يلعب مع منتخب قطر لكرة القدم.

## كأس الخليج 1988
سجل هدفا في مرمى منتخب الكويت لكرة القدم.